# Ouessant (gmina)
Ouessant (bret. Eusa) to gmina we Francji, w regionie Bretania, w departamencie Finistère, obejmująca terytorium wyspy Ouessant.
W skład gminy wchodzi tylko jedna miejscowość, wieś Lampaul. Według danych na rok 1990 gminę zamieszkiwały 1062 osoby, a gęstość zaludnienia wynosiła 68 osób/km² (wśród 1269 gmin Bretanii Ouessant plasuje się na 556. miejscu pod względem liczby ludności, natomiast pod względem powierzchni na miejscu 642.).